# Wolga-Kama-Kaskade
Als Wolga-Kama-Kaskade bezeichnet man die Wasserkraftwerke bzw. Stauseen der Wolga und ihres größten Nebenflusses, der Kama.
Nach der Errichtung des ersten Stauwerks bei Iwankowo zwischen 1933 und 1937 wurde die Kaskade bis heute auf 12 große Anlagen (und mehrere kleinere) mit einer Gesamtleistung von mindestens 12 GW ausgebaut.

## Stauseen an der Wolga
Flussabwärts gesehen sind dies die größten Stauseen an der Wolga:
- Iwankowoer Stausee (auch Moskauer Meer / Wolgastausee; 327 km², 1,12 Mrd. m³)
- Uglitscher Stausee (249 km², 1,2 Mrd. m³)
- Rybinsker Stausee (4.580 km², 25,4 Mrd. m³)
- Nischni Nowgoroder Stausee (früher: Gorkijer Stausee; 1.590 km², 8,7 Mrd. m³)
- Tscheboksarsker Stausee (auch Tscheboksaryer Stausee; 2.274 km², 13,8 Mrd. m³)
- Kuibyschewer Stausee (6.450 km², 58 Mrd. m³)
- Saratower Stausee (1.831 km², 12,9 Mrd. m³)
- Wolgograder Stausee (3.117 km², 31,5 Mrd. m³)

## Stauseen an der Kama
Flussabwärts gesehen sind dies die größten Stauseen an der Kama:
- Kamastausee (Kamskoje; Obere Kama; 1.915 km²)
- Wotkinsker Stausee (1.120 km²)
- Nischnekamsker Stausee (Unterkama-Stausee), [2.580 km² (auch auf 3.490 km² beziffert), 45 Mrd. m³]
- Mündung in: Kuibyschewer Stausee (6.450 km², 58 Mrd. m³)